# Johann Georg Wirsung
Johann Georg Wirsung, talvolta italianizzato in Giovanni Giorgio Wirsung (Augusta, 3 luglio 1589 – Padova, 22 agosto 1643), è stato un medico, anatomista e chirurgo tedesco.
Scopritore del dotto pancreatico nell'uomo, il suo nome è legato all'Università degli Studi di Padova, città dove si spense per morte violenta.

## Biografia

### Le origini
Le origini di Wirsung sono state, per lungo tempo, oggetto di un ampio dibattito, il quale nacque già pochi giorni dopo la sua morte e che vide le città tedesche di Monaco di Baviera e di Augusta contendersi l’origine dell'anatomista, dopo che i senati di entrambe le città furono avvertiti della sua morte tramite una lettera.
Poiché il fisco patavino era convinto che il medico fosse in possesso di una grande ricchezza, subito dopo la sua morte si cercò di ricostruire il suo albero genealogico, alla ricerca degli eredi più vicini a cui affidare il patrimonio.
Sebbene l’iscrizione autografa di Wirsung nella Natio Germanica Artistarum, il suo verbale di dottorato e di fede cattolica ne facessero riferimento come monacense e sebbene egli stesso si autoproclamasse bavarus monacensis, il senato di Augsburg riuscì a dimostrare come la famiglia Wirsung avesse un'origine augustana, residente in quella città da quasi 300 anni.
Che egli fosse nativo di Augsburg non poteva essere ignoto ai suoi connazionali viventi a Padova, così, al momento della sua morte, la Natio dovette rivolgersi tanto al senato monacense, tanto a quello di Augsburg per rintracciarne gli eredi, dando inizio ad un lungo carteggio fra i due senati tedeschi e la Natio stessa.
Tale carteggio è rintracciabile nel Manoscritto 477, conservato nell'Archivio Antico dell’Università di Padova, composto da 19 lettere, 3 in latino e 16 in tedesco, e un ulteriore manoscritto ritrovato nell'Archivio di Stato di Padova, in cui si fa riferimento al medico tedesco come proveniente dalla città di Augsburg, di nobile stirpe, molto ricco e senza alcun erede diretto.
Inoltre, nell'unica lettera inviata dal Senato di Monaco di Baviera, datata 15 novembre 1644, il senato monacense ammette di non aver rinvenuto alcuna prova volta a rafforzare l’ipotesi che Wirsung fosse originario di Monaco, permettendo così, il 4 agosto 1644, la chiusura del contenzioso con la camera fiscale patavina: i documenti augustani chiariscono definitivamente che Wirsung nacque ad Augsburg, affermando, inoltre, che la sua nascita non fu nel 1600, come si era ritenuto fino a quel momento e come recava la lapide del medico, bensì il 3 luglio 1589. La morte sarebbe così avvenuta all'eta di 54 anni..
Figlio di David Wirsung, anch'egli medico, come rivelato dal suo curriculum vitae, e di Katharine Ӧrtel, Georg Wirsung annoverava numerosi medici nella propria famiglia, fra cui il nonno paterno Hieronymus e il prozio Philippus.
Inoltre, in molti si sono interrogati riguardo al motivo che spinse il medico tedesco a mentire sulla propria città natale. Probabilmente, si può escludere che ciò fosse avvenuto per occultare dei torbidi motivi, ma è piuttosto probabile che temesse ripercussioni a causa della sua provenienza da una città luterana. Verosimilmente, si può presumere che egli dovette allontanarsi da Augsburg in quanto cattolico, dal momento che, con quanto sancito dalla pace di Augusta, era in vigore il principio del cuius regio, eius religio.

### Gli studi
La formazione del Wirsung iniziò in giovane età, quando egli si spostò dalla città natale verso Parigi per intraprendere gli studi medici presso la scuola anatomica di Jean Riolan Junior, noto anatomista del suo tempo e fermo oppositore della dottrina della circolazione del sangue, identificato, a detta dello stesso Wirsung, come colui che lo avviò alla scienza medica e agli studi anatomici a Parigi.
Di particolare rilievo è la lettera che Wirsung indirizzò a Riolan, da cui si evidenzia tutta la devozione che l’anatomista tedesco provava per lui, tanto da indirizzargli una seconda lettera in occasione della scoperta del dotto pancreatico.
Concluso il proprio periodo parigino, Wirsung, all'età di trent'anni, divenne allievo di Caspar Hofmann di Gotha, che dal 1607 insegnava medicina ad Altdorf, città natale della madre di Wirsung, in cui si ipotizza la presenza, all'epoca, di alcuni suoi parenti.
Si allontanò da Parigi fra il 1619 e il 1620, lasciando un’ombra sugli anni che precedettero l’arrivo nella città di Padova, avvenuto nel 1629. 
Il suo percorso di formazione, dunque, lo portò a Padova, al fine di seguire la stessa peregrinatio medica già compiuta in precedenza dal suo avo Philippus, nonostante l’anatomia patavina stesse uscendo da un periodo buio, dovuto agli insegnamenti di Pompeo Caimo, galenista di stretta osservanza, a cui succederà Caspar Hofman nel 1638.
Il primo documento testimoniante l’inizio del suo soggiorno nella città veneta consiste nell'immatricolazione alla Natio, datata 8 novembre 1629, a cui seguì, solo cinque mesi dopo, il 19 marzo 1630, la proclamazione, dinanzi al vicario capitolare e a due testimoni (il viennese Nicolaus Adalbertus Schawanari e il meranese Casparus Iordan), della pubblica professione di fede cattolica.
In questo breve lasso di tempo, è probabile che Wirsung fosse solito seguire le dimostrazioni anatomiche nei mesi invernali: era un’imposizione degli statuti, infatti, che si destinasse all'anatomia pubblica il cadavere di qualche giustiziato tra l’inizio di novembre e la fine di febbraio. 
Il 23 marzo dello stesso anno, inoltre, conseguì rapidamente il dottorato in filosofia e medicina in domo cathedrali: un simile percorso di studi è motivato dalla consuetudine di concedere agli studenti stranieri, aventi un’elevata preparazione scientifica, la laurea dopo una brevissima frequenza.
Subito dopo la proclamazione della professione medica, egli si stabilì definitivamente a Padova.

### Wirsung a Padova
Wirsung aveva preso dimora nei pressi della parrocchia di San Lorenzo, ospitato da una certa Vittoria Carrara, detta Manfredda, assieme allo studente Moritz Hoffmann di Fürstenwalde (da non confondere con Caspar Hofmann).
Oltre che come anatomista, Wirsung si distinse anche per la sua abilità di medico e di chirurgo, di cui si ha conferma dall'inventario dei suoi strumenti, alcuni dei quali estremamente precisi e raffinati, quali la cannula per la fistola anale, l’uncino per litotomia ed altri per l’applicazione del setone.
La sua esperienza medica è dimostrata, inoltre, dalle numerose preparazioni farmaceutiche, soprattutto da diversi esempi di decotti di alcune radici, come quello di lappa maggiore in vino bianco per curare la febbre quartana.
Ciò che concerne la sua attività professionale, invece, lo si può rintracciare nei documenti racchiusi ne il Libri de’Morti dell’Ufficio di Sanità di Padova, in cui, accanto ai nominativi dei defunti patavini, venivano annotati i nomi dei medici che avevano visitato il paziente nell'ultimo periodo di malattia. 
In questi atti il nome di Wirsung, spesso storpiato in vari modi, come Giovanni Giorgio medico Todesco o Versin Foresto, è rintracciabile ben diciassette volte nei documenti che vanno dal 22 giugno 1636 al 14 agosto 1643.

### La scoperta del dotto pancreatico
La dissezione anatomica, che portò alla scoperta del dotto pancreatico nell'uomo, fu condotta da Wirsung nel marzo del 1642, in presenza di due studenti della Natio: Thomas Bartholin e Moritz Hoffmann.
Le loro testimonianze risultano fondamentali, poiché dimostrano chiaramente come la scoperta sia avvenuta casualmente.
Moritz Hoffmann, in particolare, raccontò nel maggio 1648, all'interno della dissertazione di laurea di Georg Christian Stöberlin, il momento della scoperta: mentre Wirsung era intento nel dissezionare il corpo di un uomo, giustiziato per impiccagione il primo marzo dello stesso anno, nel tentativo di penetrare dal duodeno nella vescichetta biliare per mezzo dell’orifizio del condotto coledoco, al fine di indagarne le valvole che impediscono il reflusso della bile, il filo di argento da lui utilizzato deviò, penetrando nello sconosciuto dotto pancreatico.
Moritz Hoffmann precisò, inoltre, come anch'egli fosse presente alla scoperta del Wirsung, sottolineando che la prima osservazione di questo dotto fosse da ricondurre a dei suoi studi effettuati sul cadavere di un tacchino nel 1641, osservazione che egli avrebbe comunicato al Wirsung per avere chiarimenti riguardo alla funzione. Tuttavia, come affermato da alcuni studiosi della storia della medicina, è la casualità, evidenziata dalle testimonianze dello stesso Hoffmann e di Bartholin, a permettere di eliminare ogni dubbio riguardo ad una possibile attribuzione erronea della scoperta.

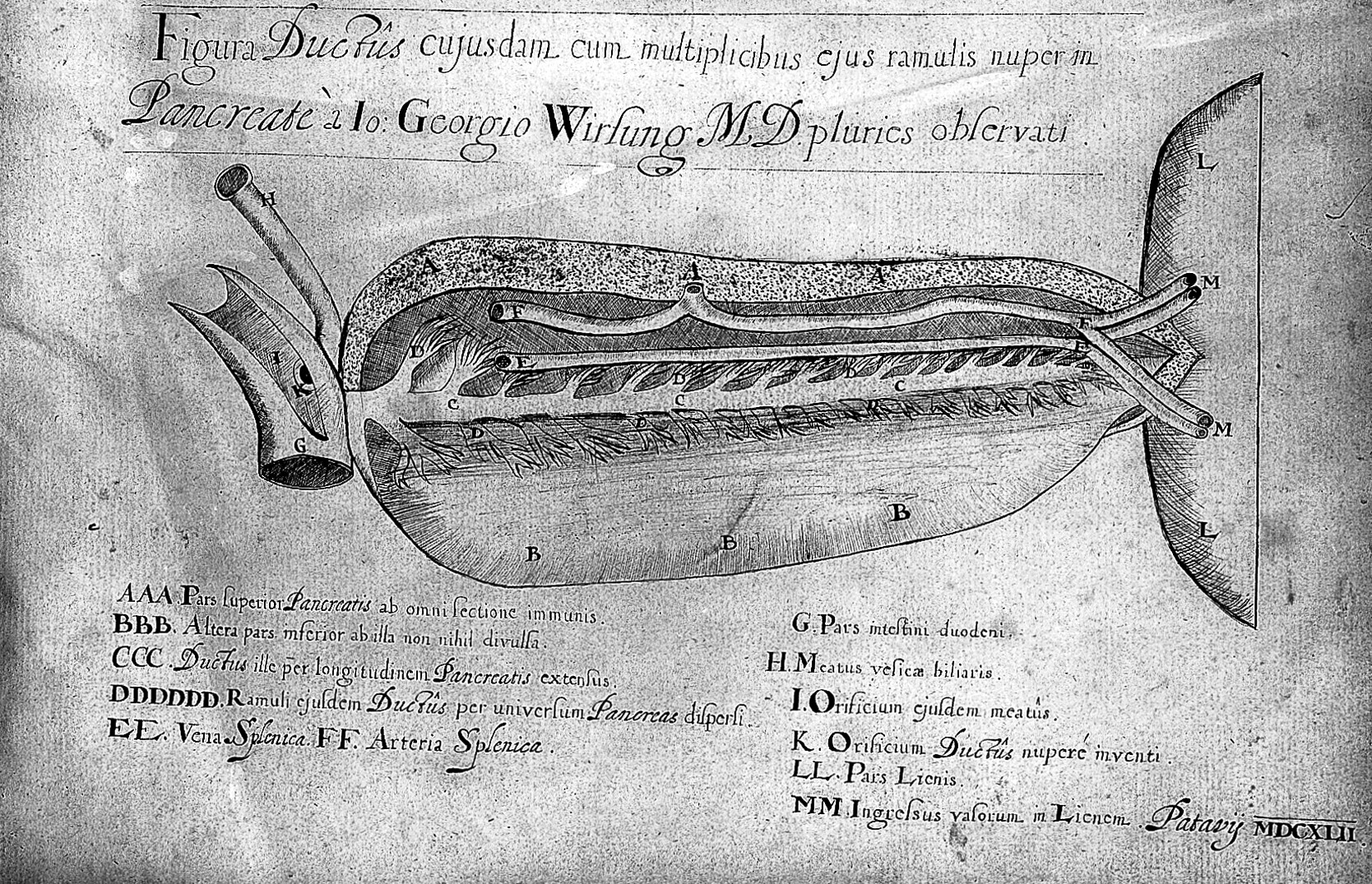
Riproduzione a penna della tavola di Wirsung, custodita nella Wellcome Historical Medical Library di Londra

Wirsung, al fine di legare indissolubilmente la scoperta al proprio nome, decise di far incidere una tavola in rame, probabilmente pronta nell'autunno del 1642,  recante l'incisione del suo nome e quelle indicanti il luogo della scoperta e l'anno di stampa. 
La tavola può essere suddivisa in tre sezioni: nella parte superiore compare il titolo, mentre centralmente è raffigurato il pancreas accompagnato da una piccola porzione del duodeno a sinistra e da una porzione della milza, con l’arteria e la vena splenica che vi entrano, a destra. Sull'incisione sono anche presenti alcune lettere, le quali fanno riferimento alla spiegazione, presente nell'ultima fascia in basso della tavola, delle parti anatomiche raffigurate.
Inoltre, alcuni studiosi, come Gonzati, affermarono che la raffigurazione era stata realizzata da Wirsung stesso, altri invece che la lastra di rame era stata incisa, sotto richiesta dell’anatomista tedesco, da un incisore professionista.
La diffusione della tavola avvenne in maniera rapidissima, riscuotendo un successo straordinario, anche oltralpe, come testimoniato da una riproduzione a penna della lastra, realizzata da uno sconosciuto ed inserita nelle ultime pagine di una copia della seconda edizione del Catoptron Microcosmicum di Johann Remmelin, oggi conservata nella Wellcome Historical Medical Library di Londra.
Il 23 agosto 1643, inoltre, il Fisco patavino trovò, tra i vari effetti personali del Wirsung, anche la celebre lastra di rame, la quale venne conservata nella biblioteca della natio Germanica artistarum, per poi essere spostata, alla fine del Settecento, dopo la caduta della repubblica di Venezia e la dissoluzione della natio, nella casa del prefetto dell’Orto Botanico di Padova, il professor Giuseppe Antonio Bonato. Nel 1878, Pier Andrea Saccardo, successore di Bonato come prefetto dell’Orto, decise di affidarla all'Istituto Anatomico patavino, allora diretto da Giampaolo Vlacovich.
Il cimelio venne poi esposto nella sala della Facoltà di Medicina del Palazzo del Bo e, successivamente, nella mostra storica permanente dell’Università di Padova.
Attualmente,  è collocato in una bacheca nella sala di lettura del Rettorato.
Alcune copie della tavola sono oggi presenti presso l'Universitasbibliotek di Lipsia, presso la biblioteca dell’Università di Basilea e presso l'Universitasbibliotek di Erlangen-Nurnberg.

### I rapporti con Vesling
Alcuni studiosi, come Haller, affermarono che Wirsung fosse giunto a Padova in quanto attratto dall'insegnamento di Johann Vesling, docente di anatomia dal 1631, di cui sarebbe stato discepolo e prosettore.
Il primo incontro fra i due, invece, sarebbe avvenuto solo nel 1633, tre anni dopo il conseguimento del dottorato in filosofia e medicina di Wirsung. 
In realtà, Wirsung non sarebbe nemmeno stato prosector per Vesling, dal momento che le carte riguardanti l’insegnamento anatomico in quegli anni attestano la presenza di un solo assistente: Giovanni Leoni.
Ad avvalorare queste carte, vi sono due lettere, entrambe scritte dopo la morte di Wirsung,  che Vesling inviò a Fortunio Liceti e ad Ippolito Guarinoni, in cui egli faceva riferimento all'anatomista tedesco in termini di ministrante e non di prosector.
Oltretutto, Thomas Bartholin affermò come fra il Wirsung e Vesling non scorresse buon sangue, raccontando di aver personalmente sentito il Vesling criticare Wirsung per non averlo reso partecipe della grande scoperta prima di renderla pubblica.

### La morte
Riguardo alla morte dell’anatomista tedesco, non sono rimaste testimonianze inerenti all'indagine giudiziaria, né ad un’eventuale condanna dei colpevoli, a causa della distruzione parziale dell'Archivio Criminale di Padova, avvenuta nel Settecento a seguito di un grave incendio.
La descrizione della morte di Wirsung fu riportata minuziosamente negli Acta dal consigliere della Natio Johann Christoph Bitterkurt, realizzata il giorno seguente al decesso dell’anatomista, ma volutamente datata 22 agosto 1643.
Presumibilmente basandosi sulle parole di uno o più testimoni oculari, raccontò come proprio in quella data, sul calar del sole, tre uomini, uno dei quali armato di carabina, si avvicinarono minacciosamente a Wirsung, il quale si trovava fuori dalla sua casa nei pressi del collegio pratense dopo aver terminato da poco una conversazione con i suoi coinquilini. L'assassino fece fuoco e Wirsung, nonostante fosse gravemente ferito e con un’evidente emorragia, trovò le forze di urlarne il nome prima di spirare: si trattava di Jacques Cambier, giovane di origine scozzese o belga, molto vicino all'anatomista.
Con il sopraggiungere della notte, l’omicida e i suoi complici si allontanarono dalla città, mentre il 23 agosto Bitterkurt denunciò il delitto al giudice del Maleficio, per poi partecipare alla cerimonia funebre nella Chiesa del Santo e all'inumazione nel chiostro del Capitolo.
Il consigliere della Natio, successivamente, passa a descrivere un importante evento che caratterizzò il giorno successivo alla morte di Wirsung: il sopraggiungere di due ufficiali del Fisco patavino per gli accertamenti sui beni lasciati dal medico. 
Bitterkurt conclude, infine, con la descrizione dei funerali e il carteggio fra i senati di Augsburg e Monaco di Baviera al fine di rintracciare i suoi eredi.
Sempre dagli Acta si rivela l’identità di uno dei complici: Nicasio Cambier, parente di Jacques Cambier, anch'egli studente della Natio, mentre non si conosce nulla dell’altro complice, se non che si trattasse di un uomo proveniente dalla Dalmazia.
Giovanni Battista Morgagni, utilizzando una parziale copia fornitagli dai preposti della Natio, si preoccupò di far luce sui moventi del delitto, riferendo le sue indagini nella prima delle Epistolae anatomicae duae, affermando che il misterioso omicidio non fu da imputare ad una questione di invidia per la scoperta del dotto pancreatico, ma a motivi estremamente personali.
Alcuni studiosi della storia della medicina hanno tentato di approfondire la visione del Morgagni, tenendo conto di come Jacques Cambier, immatricolato nel 1641, venne eletto procuratore della Natio nel 1643, incarico a cui dovette rinunciare probabilmente sotto costrizione. 
Le sue dimissioni, infatti, avvennero solo sei giorni prima che egli sparasse all’anatomista: dal momento che Wirsung rivestiva il ruolo di assessore della Natio, si può presumere come egli sia stato il primo ad avanzare delle critiche nei confronti di Cambier, il quale, dopo esserne venuto a conoscenza, decise di vendicarsi.
La tomba e la lapide di Wirsung sono da tempo scomparse, mentre su di una parete del chiostro del Capitolo è presente il suo cenotafio, su cui è possibile osservare lo stemma del suo casato famigliare, eretto a nome delle eredi.

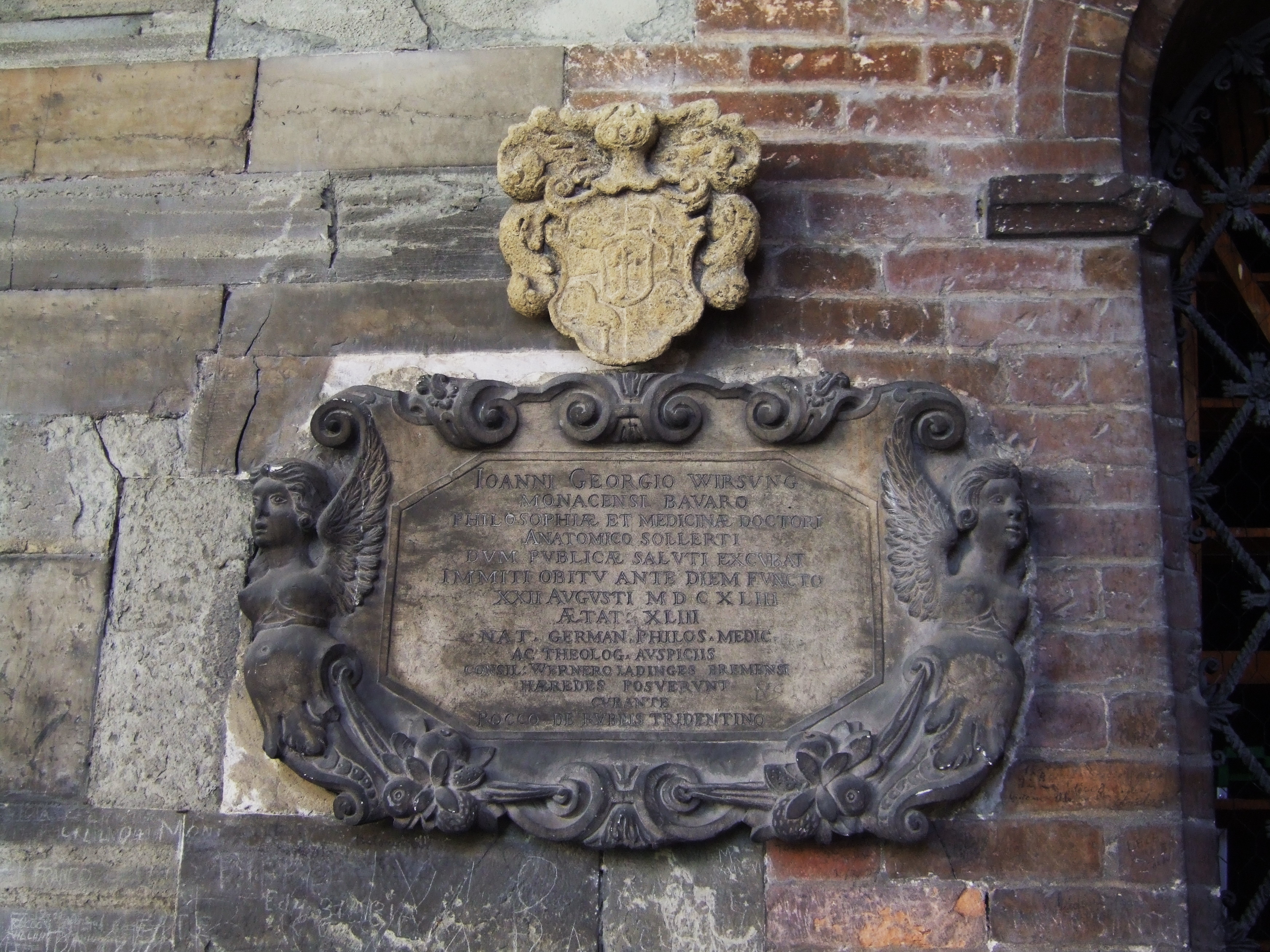
Padova - Basilica di Sant'Antonio di Padova - Lapide di Johann Georg Wirsung nel chiostro del Capitolo.

Nonostante quanto affermato da Bitterkurt sia pieno di particolari rilevanti, la veridicità delle sue parole può essere messa in forte dubbio, a causa di alcuni vuoti importanti nella descrizione dell’assassinio: non si comprende il motivo per cui l’omicidio sia stato denunciato il mattino successivo, così come il racconto della sua denuncia al giudice del Maleficio appare molto lacunoso, facendo sorgere il dubbio che egli stesso avesse cercato di favorire l’allontanamento dell’omicida e dei complici da Padova, rendendo il mistero sulla morte di Wirsung sempre più fitto.
Inoltre, appare strano come non vi siano molte testimonianze su un evento che suscitò tanto scalpore nella cronaca dell’epoca. Fra le poche rinvenute, molto rilevante è quella del medico Reinier de Graaf, il quale, pur non trovandosi a Padova nel giorno del delitto, affermò come questo fosse stato causato dall’invidia per la scoperta del dotto pancreatico.
Fra i testimoni oculari del delitto compare anche un certo Carlo Offredi, il quale raccontò la sua versione dei fatti, affermando di aver visto sopraggiungere gli assassini con un fare molto aggressivo e di aver tentato invano di avvertire Wirsung, urlandogli di prestare attenzione.

## Wirsung e la circolazione sanguigna
Dalla fine del 1642 fino al 1643, ovvero subito dopo la pubblicazione della propria scoperta, Wirsung s’interessò fortemente alla circolazione sanguigna, così come testimoniato anche da numerosi testi presenti nella sua vasta biblioteca personale.
Wirsung, inoltre, viene identificato sotto il nome di Giovanni Giorgio Verden come esperto anatomista di Padova, citato da Andrea Argoli in un suo lavoro del 1644, dal titolo Pandosion Sphaericum. Secondo questa citazione, Wirsung avrebbe svolto esperimenti, a cui assistette anche Thomas Bartholin, volti a misurare il volume di sangue arterioso pompato da ciascuna contrazione del ventricolo sinistro.